# Radio Seis
Radio Seis es una emisora de radio argentina afiliada a Radio Mitre que transmite desde la ciudad de San Carlos de Bariloche. La emisora se llega a escuchar en toda la ciudad y en zonas aledañas. Es operado por el Grupo Televisión Litoral.

## Historia

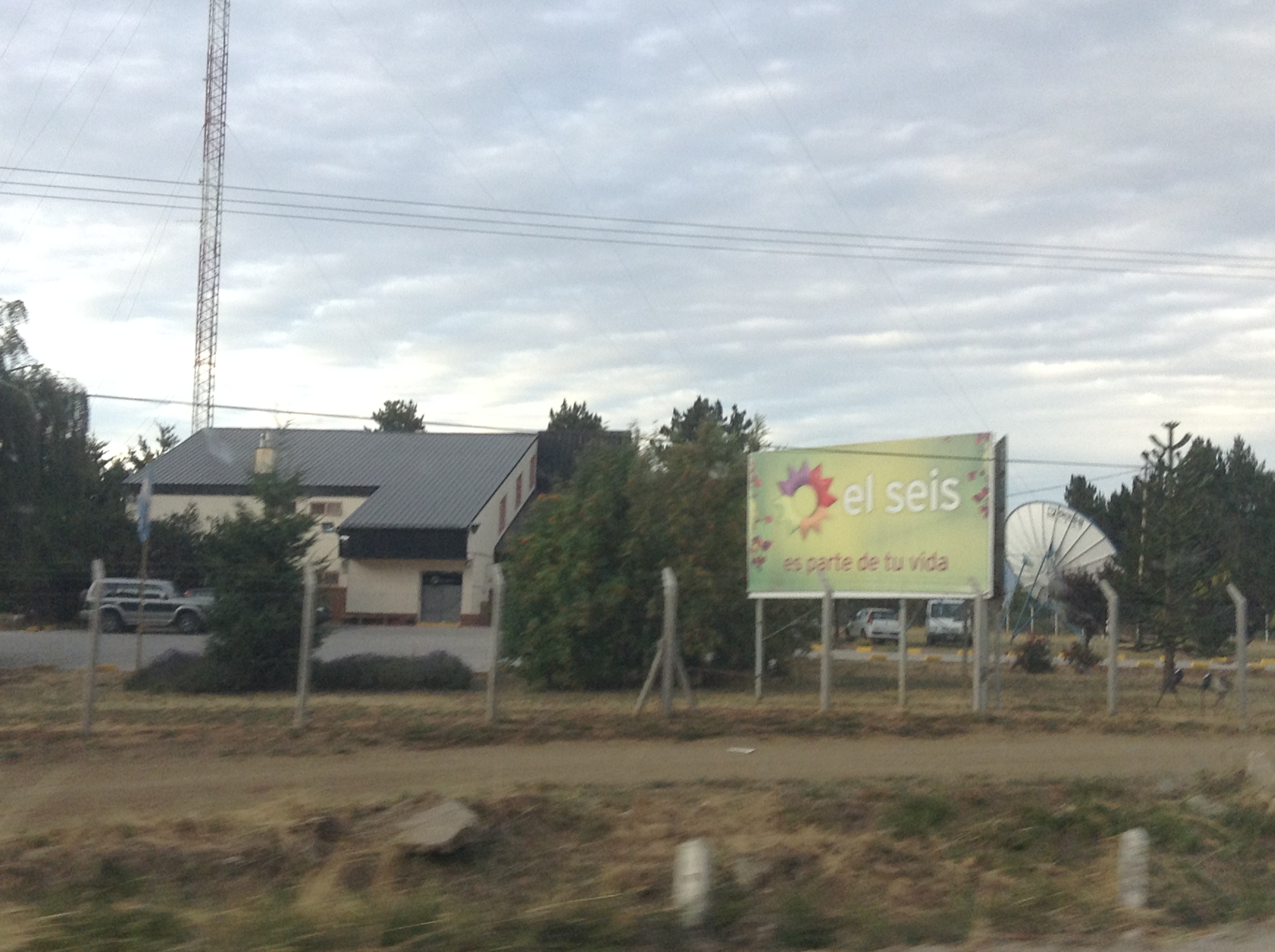
Estudios y planta transmisora de Radio Seis.

El 7 de marzo de 2001, mediante la Resolución 154, el Comité Federal de Radiodifusión adjudicó a la empresa Bariloche TV S.A. (en ese entonces integrada por Enrique Taboada y Néstor Vidal) una licencia para explotar una emisora de radio FM en San Carlos de Bariloche, provincia de Río Negro, asignándole el indicativo LRG 346 y la frecuencia 103.1 MHz. La emisora inició sus transmisiones el 14 de noviembre de 2002 bajo el nombre de Radio Seis.
El 4 de julio de 2007, Artear (subsidiaria del Grupo Clarín) adquirió Bariloche TV (licenciataria de Radio Seis y de Canal 6) por aproximadamente US$ 1.1 millones.  A 2013, GC Minor (otra subsidiaria de Clarín) figuraba como accionista de la sociedad en un 0,1%.
El 4 de noviembre de 2013, el Grupo Clarín presentó su plan de adecuación voluntaria ante la Autoridad Federal de Servicios de Comunicación Audiovisual con el fin de adecuarse a la Ley de Servicios de Comunicación Audiovisual, donde, entre otras, propuso poner en venta la licencia de Radio Seis. El plan fue aprobado el 17 de febrero de 2014. El 30 de junio, los accionistas de Clarín, en Asamblea General Extraordinaria, aprobaron la venta de la licencia a Francisco Alejo Quiñonero (socio de Artear en el Canal 12 de Córdoba) por $5 millones. Sin embargo, en octubre de ese año, la AFSCA dio marcha atrás con la aprobación de la adecuación voluntaria, y como consecuencia se decidió avanzar con la adecuación de oficio, debido a supuestas irregularidades que había debido a que habían socios cruzados entre los asignatarios de ciertas licencias y unidades. El 31 de octubre, el juez federal civil y comercial Horacio Alfonso dictó una media precautelar que suspendió la adecuación de oficio; el 10 de diciembre fue dictada la cautelar por 6 meses y en junio de 2015 fue renovada por otros 6 meses más. El 29 de diciembre de 2015, mediante el Decreto 267/2015 (publicado el 4 de enero de 2016), se realizaron cambios a varios artículos de la ley (entre ellos el Artículo 45, que indicaba que el licenciatario no podía ser controlante o partícipe de más de 10 licencias de medios de comunicación abiertos en el país, y que tampoco podía cubrir con sus medios de comunicación abiertos más del 35% de la población del país); a raíz de la ampliación del número de licencias autorizadas que puede poseer una empresa a 15 y de la eliminación del porcentaje límite de cobertura nacional, Clarín ya no tenía obligación de vender Radio Seis o ninguna otra licencia. A raíz de los cambios, el Grupo Clarín, en enero de 2016, decidió suspender su plan de adecuación. El 2 de febrero, el Ente Nacional de Comunicaciones (sucesora de la AFSCA) decidió archivar todos los planes de adecuación (incluyendo el de Clarín); como consecuencia de esto, el Grupo Clarín ya no tiene obligación de vender ninguna de sus licencias.
El 22 de julio de 2021, el Grupo Clarín vendió el 99% de las acciones de Bariloche TV y sus medios de comunicación (Radio Seis, Canal 6 y tres portales de noticias) a Televisión Litoral S.A., dueña del Canal 3 de Rosario, y el 1% a Margarita Scaglione por un monto total de U$D 600.000.

## Programación
Actualmente, parte de la programación de la radio consiste en retransmitir los contenidos de LR6 Radio Mitre de Buenos Aires, siendo el resto de la programación completada con producciones locales.